# 엑토인
엑토인(1,4,5,6-테트라히드로-2-메틸-4-피리미딘카르복실산)은 여러 종의 박테리아에서 발견되는 천연 화합물이다. 그것은 유기체가 소금 호수와 사막 같은 극심한 삼투압 스트레스에서 생존할 수 있도록 도와주는 다기능 활성화 물질이다. 엑토인은 호염성 미생물에서 고농도로 발견되며 염분 및 온도 스트레스에 대한 저항성을 부여한다.

## 발견
엑토인은 와디 엘 나트룬(Wadi El Natrun, 이집트 사막)의 소금 호수에 사는 미생물의 자기 방어 및 생존 물질로서 1985년에 발견되었다. 엑토인은 미생물 Ectothiorhodospira halochloris에서 처음 확인되었지만 이후 광범위한 박테리아에서 발견되었으며, 엑토인이 발견된 다른 종의 박테리아는 다음과 같다.
- 브레비박테리움 리넨(Brevibacterium linens)
- 할로모나스 엘롱가타(Halomonas elongate)
- 마리노코커스 할로필루스(Marinococcus halophilus)
- 슈도모나스 슈투체리(Pseudomonas stutzeri)
- 할로모나스 티타니카에(Halomonas titanicae)
- 할로로도스피라 할로필라(Halorhodospira halophila)
- 할로모나스 벤토사에(Halomonas ventosae)

## 작용
극한 미생물이라고 하는 고도로 적응된 세균은 건조하고 극심한 온도 변화에 잘 견디고 잘 자란다. 이런 특성은 엑토인 물질 때문인데, 엑토인은 해로운 환경적 영향으로부터 작은 생명체를 보호한다.
1. 아미노산 추출물과 주변 물 분자가 결합하여 ‘엑토인 수분 착물’이라고 하는 물질을 생성한다.
2. 엑토인 수분 착물은 주위에 수화 껍질을 형성하고 안정화 함으로써 세포, 효소, 단백질 그리고 다른 생체 분자를 다시 둘러싼다.
3. 보호 외피를 형성해 스트레스 요인의 세포 손상을 예방한다.

## 효능/효과
엑토인은 피부 관리 및 자외선 차단 제품의 활성 성분으로 사용되며 건강 관리 제품의 형태로 아토피 피부염이나 알레르기 피부 상태의 치료에도 사용된다. 
- 단백질 및 기타 세포 구조의 안정화
- 피부 수분 회복 및 조절
- 손상된 피부의 안정화
- 자외선(UVA/UVB), 적외선-A(IR-A) 및 가시광선 손상으로부터 피부 보호
- 항염증 및 가려움 방지